# Lapin Kulta
Lapin Kulta je značka finského piva vyráběného společností Oy Hartwall AB v hlavním městě Helsinkách.

## Druhy piva značky Lapin Kulta
- Lapin Kulta I
- Lapin Kulta III
- Lapin Kulta Long-Neck (5 %)
- Lapin Kulta Ice
- Lapin Kulta IVA (5,2 %)
- Lapin Kulta Strong (8 %)
- Lapin Kulta Talviolut (kausituote)